# Passiflora phellos
Passiflora phellos är en passionsblomsväxtart som beskrevs av Feuillet. Passiflora phellos ingår i släktet passionsblommor, och familjen passionsblomsväxter. Inga underarter finns listade i Catalogue of Life.